# Hermbstaedtia capitata
Hermbstaedtia capitata är en amarantväxtart som beskrevs av Schinz. Hermbstaedtia capitata ingår i släktet Hermbstaedtia och familjen amarantväxter. Inga underarter finns listade i Catalogue of Life.